# 舊沃肖湖

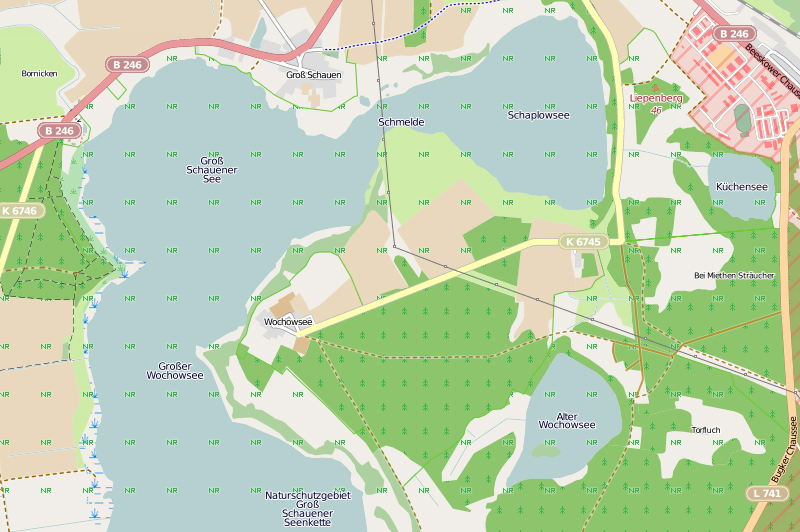

52°13′13″N 13°55′41″E / 52.22028°N 13.92806°E
舊沃肖湖（德語：Alter Wochowsee），是德國的湖泊，位於該國東北部，由勃蘭登堡州負責管轄，處於奧得-施普雷縣，長0.8公里、寬0.5公里，湖中的島嶼有超過100雙普通鸕鶿。